# Савинцы (Хмельницкая область)
Савинцы (укр. Савинці) — село в Ярмолинецком районе Хмельницкой области Украины.
Население по переписи 2001 года составляло 813 человек. Почтовый индекс — 32156. Телефонный код — 3853. Занимает площадь 3,74 км². Код КОАТУУ — 6825886001.

## Местный совет
32156, Хмельницкая обл., Ярмолинецкий р-н, с. Савинцы